# Lesmone illiturata
Lesmone illiturata är en fjärilsart som beskrevs av Walker 1865. Lesmone illiturata ingår i släktet Lesmone och familjen nattflyn. Inga underarter finns listade i Catalogue of Life.